# چشلیانتسی
چشلیانتسی (به بلغاری: Cheshlyantsi) یک منطقهٔ مسکونی در بلغارستان است که در شهرستان ترکلیانو واقع شده‌است.